# En el corazón del mar
En el corazón del mar (título original: In the Heart of the Sea) es una película estadounidense dirigida por Ron Howard y protagonizada por Chris Hemsworth como Owen Chase. Está basada en un libro de no ficción titulado En el corazón del mar: La tragedia del ballenero Essex, escrito por el autor Nathaniel Philbrick, que relata la historia real del hundimiento del ballenero Essex en 1820, un evento que inspiró la novela Moby-Dick de Herman Melville en 1851.
Se estrenó previamente en la ciudad de Nueva York el 7 de diciembre de 2015 y más tarde, el 11 de diciembre del mismo año en Estados Unidos por Warner Bros. Pictures. Recibió críticas mixtas por parte de los críticos, fue un fracaso de taquilla al lograr recaudar 93 millones de dólares contra un presupuesto de 100 millones.

## Argumento
En 1850, el autor Herman Melville (Ben Whishaw) visita al posadero Thomas Nickerson (Brendan Gleeson), el último sobreviviente del hundimiento del ballenero Essex, ofreciéndole dinero a cambio de su historia. Nickerson inicialmente se niega, pero finalmente acepta a regañadientes cuando su esposa interviene.
La historia se retrocede a la década de 1820: una compañía ballenera en Nantucket ha reacondicionado el Essex para participar en el lucrativo comercio de aceite de ballena, y Nickerson (Tom Holland), de 14 años, firma como un chico de cabaña. Los propietarios contratan al veterano ballenero Owen Chase (Chris Hemsworth) como primer oficial, aunque está decepcionado de no recibir una comisión de capitán. El capitán es George Pollard, Jr. (Benjamin Walker), un marinero inexperto de una familia ballenera establecida que envidia la habilidad y popularidad de Chase. Chase y Pollard se enfrentan, lo que lleva a Pollard a navegar en una tormenta contra el consejo de Chase. Los dos acuerdan dejar de lado sus diferencias, en lugar de arriesgar su reputación al regresar a puerto sin ganancias, y pronto, la tripulación mata a su primer cachalote adulto.
Pasan tres meses sin más éxitos, y Pollard se da cuenta de que el Océano Atlántico no tiene avistamiento de ballenas. El Essex navega más allá del Cabo de Hornos hasta el Pacífico, con la esperanza de tener mejor suerte para atrapar uno. En Atacames, Ecuador, los oficiales se encuentran con un capitán español (Jordi Mollà) que les dice que su tripulación encontró el abundante "Offshore Grounds» a 2000 millas al oeste, pero afirma que una vengativa «ballena blanca» destruyó su barco, matando a seis de sus hombres. Descartando la historia como un mito, Pollard y Chase lideran la expedición hacia el oeste. Encuentran aguas tranquilas repletas de ballenas, pero cuando lanzan los barcos balleneros, la ballena blanca, un gigantesco cachalote macho con marcas y cicatrices blancas en la piel, ataca dañando los botes y encendiendo el barco.
Chase le lanza un arpón desde la cubierta del Essex, pero la ballena embiste el casco de madera del barco, matando a dos hombres. Con el casco estufado y las bombas sin funcionar, la tripulación abandona el Essex que se hunde en los tres barcos balleneros intactos, y debe navegar cientos de millas hasta la costa con suministros muy limitados. La ballena la sigue y ataca de nuevo, pero escapan a la pequeña isla Henderson. Mientras recolecta comida, Chase descubre los cadáveres de náufragos anteriores, y concluye que la tripulación pronto morirá en la isla antes de que pase otro barco. Cuatro hombres deciden quedarse, mientras que el resto zarpa de nuevo en los barcos con la esperanza de encontrar tierra. Poco después, uno de los hombres muere, y la tripulación restante decide a regañadientes canibalizarlo.
El mayor Nickerson se ve abrumado por el remordimiento de su canibalismo y detiene su historia, pensando que su esposa no podría amarlo si lo supiera; sin embargo, cuando su esposa lo consuela, asegurándole que todavía lo ama, se siente lo suficientemente animado como para terminar. Durante esa década, los tres barcos están separados por las corrientes y uno de ellos se pierde en el mar. Los otros dos recurren aún más al canibalismo para sobrevivir, con el primo de Pollard, Henry Coffin (Frank Dillane), sacrificándose tras el suicidio.
La ballena blanca regresa repentinamente, y Chase se pone en posición para un ataque final. La ballena rompe la superficie por un momento, lo que permite a Chase observar una parte de su arpón previamente lanzado todavía incrustado sobre el ojo de la ballena. Chase duda y mira fijamente el ojo izquierdo de la ballena, mientras la ballena le devuelve la mirada a Chase. Después de un momento de pensamiento, Chase baja su arpón y decide no matar a la criatura. Después de este encuentro, la ballena se aleja nadando pacíficamente y nunca más se la vuelve a ver.
Un barco que pasaba cerca del perímetro marítimo rescata el bote de Pollard, pero el bote de Chase continúa a la deriva sin comida ni agua. Finalmente, con los sobrevivientes al borde de la muerte, el bote de este último llega a la isla chilena Alejandro Selkirk. Todos los sobrevivientes son cuidados y alimentados, para finalmente ser llevados de regreso a Nantucket, donde finalmente se reúnen con sus angustiadas familias. Los propietarios de los barcos de Nantucket le piden a Pollard y Chase que encubran la historia para proteger la reputación de la industria, pero Chase, decidiendo que ya ha tenido suficiente de su deshonestidad y que ya no se preocupa por ellos, se niega a seguir adelante y renuncia. Pollard revela la verdad en la investigación, para su enojo de los propietarios.
El mayor Nickerson relata que un barco fue enviado a la isla Henderson para rescatar a los hombres sobrevivientes ahí, Chase continuó navegando por los mares y se convirtió en un capitán mercante, que su esposa había dicho anteriormente que no cambiaría su amor por él, y Pollard dirigió otra expedición para encontrar y matar a la ballena. Sin embargo, nunca pudo encontrar al animal y el barco encalló frente a las islas hawaianas, lo que provocó se viera obligado a retirarse. Cuando el mayor Nickerson termina de contar la historia, Melville se despide de él y parte del lugar para componer su novela, Moby-Dick, comenzando por escribir su primera línea: «Llámame Ismael».

## Reparto
- Chris Hemsworth[1] como Owen Chase.
- Benjamin Walker como George Pollard, Jr.
- Cillian Murphy como Matthew Joy.
- Tom Holland[2] como Thomas Nickerson (joven)

- Brendan Gleeson como Thomas Nickerson (viejo).

- Ben Whishaw como Herman Melville.
- Michelle Fairley como Sra. Nickerson.
- Jordi Mollà como Capitán español.
- Joseph Mawle como Benjamin Lawrence.
- Frank Dillane como Henry Coffin.
- Charlotte Riley como Peggy.
- Donald Sumpter como Pablo Macy.
- Paul Anderson como Caleb Chappel.

## Producción

### Casting
La película estaba en desarrollo en 2000, con Barry Levinson como director para Miramax Films.
Chris Hemsworth fue elegido para interpretar el papel principal, Owen Chase, en junio de 2012.  Tom Holland ganó el papel del joven Nickerson en abril de 2013. Cillian Murphy firmó como Matthew Joy en junio. Antes de que Benjamin Walker interpretara al Capitán, otros actores que se consideraron incluían a Benedict Cumberbatch , Tom Hiddleston y Henry Cavill .

### Rodaje
El rodaje comenzó en septiembre de 2013 en Londres y en los estudios Leavesden (Warner Bros) en Hertfordshire, Inglaterra, Reino Unido. También fue grabada en La Gomera y en Lanzarote, parte del archipiélago de las Islas Canarias, España. El 22 de noviembre de 2013 se anunció que la película iba a ser estrenada el 13 de marzo de 2015.
Para las escenas de la tormenta, el equipo de producción construyó un tanque de agua en Leavesden Studios, donde se construyó una plataforma sobre un cardán para imitar el tono de una tormenta. Para obtener el efecto correcto, se vertieron 500 galones de agua helada con cañones.
Durante un punto de la filmación, el elenco y el equipo se vieron obligados a retirarse a su hotel por una tormenta en las Islas Canarias, que se convirtió en una rara inundación repentina. La producción se cerró durante un día y medio, ampliando el rodaje a 73 días, exactamente como esperaban los cineastas. 
En una entrevista en Jimmy Kimmel Live!, Hemsworth declaró que para prepararse para el papel de marineros hambrientos, el elenco estaba en una dieta de 500 a 600 calorías al día para perder peso. Hemsworth también tuvo que bajar de peso de 215 a 175 libras (97,5 a 79,3 kg) interpretando a Owen, y dijo que In the Heart of the Sea es «física y emocionalmente la película más difícil de la que he formado parte … Perdiendo el peso a esta longitud, simplemente no quiero volver a hacerlo nunca más, pero tuvo un efecto tan emocional en nosotros ... de alguna manera, sentimos que estábamos haciendo lo que estos hombres hicieron con justicia».

## Estrenos
| País           | Estreno                 |
| -------------- | ----------------------- |
| Argentina      | 29 de diciembre de 2015 |
| Chile          | 3 de diciembre de 2015  |
| Estados Unidos | 11 de diciembre de 2015 |
| España         | 4 de diciembre de 2015  |
| Colombia       | 4 de diciembre de 2015  |

También se estrenó en 2020 la película en Netflix.